# Wólka (powiat łukowski)
Wólka – wieś w Polsce położona w województwie lubelskim, w powiecie łukowskim, w gminie Serokomla.
| SIMC    | Nazwa         | Rodzaj    |
| ------- | ------------- | --------- |
| 0686569 | Kolonia Wólka | kolonia   |
| 0686552 | Księżyzna     | część wsi |

W latach 1975–1998 miejscowość należała administracyjnie do województwa siedleckiego.
Wieś stanowi sołectwo w gminie Serokomla. Według Narodowego Spisu Powszechnego z roku 2011 wieś liczyła 265 mieszkańców.
Wierni Kościoła rzymskokatolickiego należą do parafii św. Stanisława w Serokomli.